# آخوندلو
آخوندلو (به لاتین: Axundlu) یک منطقه مسکونی در جمهوری آذربایجان است که در شهرستان آق‌سو واقع شده است. آخوندلو ۱۹۷ نفر جمعیت دارد.